# أرت فنسنت
أرت فنسنت (بالإنجليزية: Art Vincent)‏ هو دي جيه أمريكي، ولد في 30 ديسمبر 1926، وتوفي في 27 أكتوبر 1993.